# Malik Müller
Malik Müller (* 24. Januar 1994 in Frankfurt am Main) ist ein ehemaliger deutscher Basketballspieler. Müller war in seiner Jugend Schüler des Basketball-Internats an der Urspringschule, wo er mit der Nachwuchsmannschaft zwei Meisterschaften in der Nachwuchs-Basketball-Bundesliga (NBBL) gewann. Der Teilnehmer am Turnier Jordan Brand Classic spielte dann während eines Studienaufenthaltes in den Vereinigten Staaten in der Atlantic Coast Conference im Hochschulverband NCAA, bevor der ehemalige Jugendnationalspieler 2015 bereits nach zwei Jahren nach Deutschland zurückkehrte und Berufsbasketballspieler beim deutschen Meister Brose Baskets Bamberg wurde.

## Karriere
Müller begann mit dem Basketballsport beim EOSC Offenbach, wo einst auch der frühere Nationalspieler, NCAA-Meister und mehrfache deutsche Titelträger Henrik Rödl mit dem Sport begonnen hatte. Müller ging bereits mit 13 Jahren an das Internat der Urspringschule im württembergischen Schelklingen. Von Schelklingen aus wurde Müller bereits früh für Auswahlmannschaften des DBB gesichtet. Beim Albert-Schweitzer-Turnier 2010 trat der gastgebende Deutsche Basketball-Bund mit zwei Mannschaften an, da der jüngere Jahrgang sich auf seine Rolle als Gastgeber im Sommer 2010 bei der U17-Weltmeisterschaft in Hamburg vorbereiten sollte. Als jüngster Spieler der jüngeren U17-Auswahl war Müller mit daran beteiligt, dass diese Mannschaft einen formidablen dritten Platz in Mannheim belegte, der im Spiel um die Bronzemedaille gegen die Auswahl der Vereinigten Staaten sichergestellt wurde.
Anschließend nahm Müller knapp zehn Tage später an einem Einladungsspiel im Rahmen der Veranstaltung Jordan Brand Classic im New Yorker Madison Square Garden teil. Bei der Veranstaltung, die US-amerikanischen Talenten als Bühne gilt, wurde auch Spiel veranstaltet, bei dem Spieler aus Ländern außerhalb der Vereinigten Staaten gegeneinander antraten. Müller war als einer von zehn Europäern und einziger Deutscher dabei und wurde trotz der Niederlage seiner Auswahl als bester Spieler des Turniers ausgezeichnet. In der Premierensaison der Jugend-Basketball-Bundesliga (JBBL) 2010 scheiterte Müller mit seinen Urspring-Mannschaftskameraden beim Schlussturnier in Bamberg im Halbfinale knapp mit zwei Punkten Unterschied am späteren Titelgewinner der IBBA aus Berlin. Nach zwei Auftaktsiegen bei der U17-Weltmeisterschaft verlor die deutsche Auswahl deutlich gegen den späteren Endspielteilnehmer Polen mit 33:79 und gewann von den weiteren fünf Spielen nur noch eines, so dass es als Gastgeber in Hamburg nur zu einem achten Platz reichte.
In Kooperation mit der TSG Ehingen nehmen die Schelklinger Urspringschüler neben der Herrenmannschaft in der 2. Basketball-Bundesliga auch am Spielbetrieb der Nachwuchs-Basketball-Bundesliga (NBBL) teil. Dort verteidigte Müller mit seinen Mannschaftskameraden beim NBBL-Top Four 2011 den Titel und holte für Ehingen/Urspring bei der fünften Austragungen den vierten Titel. NBBL-Vizemeister TSV Breitengüßbach, Nachwuchs-Kooperationspartner des damaligen deutschen Herrenmeisters Brose Baskets, konnte sich jedoch beim folgenden Finalturnier revanchieren und entthronte die Urspringschüler 2012 bereits im Halbfinale, bevor sich Müller mit seinen Mannschaftskameraden beim Top-Four-Turnier 2013 in Bamberg, das wie 2010 im Forum Bamberg stattfand, im Finale den Titel vom Gastgeber und Titelverteidiger Breitengüßbach zurückholte. Bei der U18-Europameisterschafts-Endrunde erreichte Müller zusammen mit unter anderem Paul Zipser und İsmet Akpınar nur einen enttäuschenden 14. und drittletzten Platz, so dass die DBB-Nachwuchsauswahl vorerst wieder in die Division B abstieg. Diese Platzierung konnte man in der U20-EM-Endrunde zwei Jahre später nicht verbessern, auch wenn dieser Platz in einem erweiterten Teilnehmerfeld zum Klassenerhalt in der Division A reichte.
In der Herrenmannschaft der Ehinger Kooperationspartner hatte Müller seine Premiere bereits mit zwei Einsätzen in der dritthöchsten Spielklasse ProB gefeiert. Nachdem die Ehinger 2011 in die zweithöchste Spielklasse ProA aufgestiegen waren, verdoppelte sich die Einsatzzeit von Nachwuchsspieler Müller und stieg weiter an auf knapp 18 Minuten pro Spiel in 18 Einsätzen der ProA-Saison 2011/12. Nach dem elften Platz 2012 erreichte der vormalige Aufsteiger in der ProA-Spielzeit 2012/13 schließlich auf dem achten Platz die erstmalige Qualifikation für die Play-offs um den Aufstieg in die höchste Spielklasse. In der ersten Play-off-Runde verlor man deutlich gegen den Hauptrundenersten und späteren Aufsteiger SC Rasta Vechta. Müller zeigte in jener Saison mit gut neun Punkten pro Spiel in gut 22 Minuten Einsatzzeit pro Spiel sehr solide Leistungen für einen gerade 19-jährigen Nachwuchsspieler bei den Herren.
Anschließend wechselte er zum Studium in die Vereinigten Staaten, dem Mutterland des Basketballsports. Er bekam 2013 ein Sportstipendium am Virginia Polytechnic Institute and State University, doch der Hochverband NCAA entzog ihm vorerst die Spielberechtigung, so dass er ein Jahr von Meisterschaftsspielen aussetzen musste. Im zweiten Jahr konnte Müller dann unter einem neuen Trainer für die Hochschulmannschaft Hokies auch in der besonders spielstarken Atlantic Coast Conference (ACC) in der NCAA spielen, doch der neue Trainer plante bereits mit anderen Spielern. Ähnlich wie Urspringschüler Lucca Staiger zuvor brach daher Müller das Studium ab und kehrte nach Deutschland zurück, wo er einen Dreijahresvertrag beim deutschen Meister Brose Baskets in Bamberg bekam. Nach zunächst einzelnen Einsätzen in der höchsten Spielklasse, wo er sein Debüt beim Auswärtssieg bei den Tigers Tübingen Anfang November 2015 feierte, spielte Müller mit einer Doppellizenz zunächst hauptsächlich im Farmteam Young Pikes aus dem benachbarten Baunach in der zweithöchsten Spielklasse 2. Bundesliga ProA. Ab der Saison 2017/18 gehörte er ausschließlich dem Bamberger Bundesliga-Aufgebot an.
Mitte Dezember 2017 bat Müller um die Auflösung seines Vertrages, Bamberg entsprach dem Wunsch. Müller hatte bis dahin insgesamt acht Bundesliga-Spiele für die Mannschaft bestritten, zwei in der Saison 2015/16 (viereinhalb Minuten Einsatzzeit zwei Punkte je Begegnung im Schnitt), sechs im Spieljahr 2017/18 (achteinhalb Minuten Einsatzzeit sowie zwei Punkte je Begegnung im Schnitt). Nach seinem Weggang aus Bamberg wechselte Müller innerhalb der Bundesliga zur BG Göttingen. Bereits im Februar 2018 trennte er sich wieder von den Göttingern, er hatte bis dahin vier Bundesliga-Spiele für die „Veilchen“ bestritten. Müller wechselte innerhalb der Bundesliga zu den MHP Riesen Ludwigsburg, für die er bis zum Abschluss der Saison 2017/18 in 20 Bundesligaspielen (4,4 Punkte im Durchschnitt) zum Einsatz kam.
Im Juli 2018 gab Zweitligist Hamburg Towers Müllers Verpflichtung bekannt. Er gewann mit den Hanseaten in der Saison 2018/19 den Meistertitel in der 2. Bundesliga ProA, trug dazu im Durchschnitt 6,2 Punkte pro Begegnung bei und schaffte so den Aufstieg in die Basketball-Bundesliga. In der Saison 2019/20 bestritt er verletzungsbedingt nur sieben Spiele, im Sommer 2020 kündigte er an, eine einjährige Basketballpause einzulegen und sich dem Komponieren von Musik zu widmen.
Er wandte sich der Basketballspielart „3-gegen-3“ zu und wurde Mitglied einer in Düsseldorf ansässigen Mannschaft, die gleichzeitig als deutsche Nationalmannschaft fungierte. Als Musiker wurde Müller unter dem Künstlernamen DJ Mjula bekannt.

## Sonstiges
Müller ist einer der Protagonisten der DVD-Reihe „Basketball-Schule“ von 1x1-Sport bzw. der Urspringschule.